# Амоль (Иран)
Амоль (перс. آمل‎) — регион (шагрестан) в Иране, Мазендеран. По данным переписи в Иране 2006 года, его население составило 343 747. Человек, проживавших в составе 93 194 семей.

## Районы
В состав данного региона входят следующие регионы (бахши):
- Достройство
- Лариджан
- Центральный